# Stories We Tell
Stories We Tell är en kanadensisk dokumentärfilm av Sarah Polley. Filmen hade premiär vid filmfestivalen i Venedig 2012. Den visades vid dokumentärfestivalen Tempo i Stockholm våren 2013 och fick svensk biopremiär i juni 2013.

## Om filmen
Stories We Tell handlar om Sarah Polleys föräldrars relation, om modern som dog alltför tidigt i cancer, men framförallt om avslöjandet att Sarahs far inte är hennes biologiske far. I filmen får Sarahs pappa, hennes biologiske far, hennes syskon och vänner till mamman berätta sin version av denna familjehistoria. 
Polley bygger upp filmen med intervjuer, gamla familjefilmer och fotografier samt med iscensatta sekvenser inspelade på super-8 som om de vore autentiska amatörfilmer från förr. Att mycket av super-8-materialet är rekonstruktioner förstår man som åskådare först mot slutet av filmen. Genom detta sätt att berätta sin familjehistoria ställer Sarah Polley frågor om vad vi minns, vad som är sanningen och om hur vi återberättar historier ur våra liv.